# لويس ألبرتو فيرا
لويس ألبرتو فيرا (بالإسبانية: Luis Alberto Vera)‏ هو لاعب كرة قدم أوروغواياني في مركزي مهاجم ‏ والهجوم، ولد في 1 نوفمبر 1943 في بايساندو في الأوروغواي. شارك مع منتخب الأوروغواي لكرة القدم. أما مع النوادي، فقد لعب مع هوراكان.

## وصلات خارجية
- لويس ألبرتو فيرا على موقع ناشيونال فوتبول تيمز (الإنجليزية)